# Виски Крик (Флорида)
Виски Крик (енгл. Whiskey Creek) насељено је место без административног статуса у америчкој савезној држави Флорида.

## Демографија
По попису из 2010. године број становника је 4.655, што је 151 (-3,1%) становника мање него 2000. године.
| Група             | 2000.         | 2010.         |
| Белци             | 4.548 (94,6%) | 4.229 (90,8%) |
| Афроамериканци    | 46 (1,0%)     | 73 (1,6%)     |
| Азијати           | 34 (0,7%)     | 65 (1,4%)     |
| Хиспаноамериканци | 110 (2,3%)    | 240 (5,2%)    |
| Укупно            | 4.806         | 4.655         |